# Мария (супруга Константина V)
Мария (англ. Μαρία; VIII век — 751, Константинополь) — византийская императрица, вторая супруга императора Константина V.
Константин был императором с 741 года, и его первая жена Чичак подарила ему лишь одного сына Льва IV Хазара в 750 году. Больше о ней не упоминается, и к следующему году Константин уже был женат на Марии. Историк Линда Гарланд предположила, что Чичак умерла при родах.
Мария вышла замуж за Константина в между 750 и 751 годами. Согласно хронике патриарха Никифора I, её безвременная кончина произошла примерно в то же время, когда её пасынок Лев IV Хазар был коронован младшим императором (6 июня 751 года) и её муж вернул Малатью. Причины её смерти неизвестны.
Мария умерла бездетной, а Константин женился на Евдокии, которая родила ему шестерых детей.